# Lewistown (Ohio)
Lewistown es un lugar designado por el censo ubicado en el condado de Logan en el estado estadounidense de Ohio. En el Censo de 2010 tenía una población de 222 habitantes y una densidad poblacional de 111,61 personas por km².

## Geografía
Lewistown se encuentra ubicado en las coordenadas 40°25′26″N 83°53′5″O / 40.42389, -83.88472. Según la Oficina del Censo de los Estados Unidos, Lewistown tiene una superficie total de 1.99 km², de la cual 1.99 km² corresponden a tierra firme y (0%) 0 km² es agua.

## Demografía
Según el censo de 2010, había 222 personas residiendo en Lewistown. La densidad de población era de 111,61 hab./km². De los 222 habitantes, Lewistown estaba compuesto por el 99.1% blancos, el 0% eran afroamericanos, el 0% eran amerindios, el 0% eran asiáticos, el 0% eran isleños del Pacífico, el 0% eran de otras razas y el 0.9% pertenecían a dos o más razas. Del total de la población el 0% eran hispanos o latinos de cualquier raza.